# Дівчина у кожному порту
«Дівчина у кожному порту» (англ. A Girl in Every Port) — американська німа комедія режисера Говарда Гоукса 1928 року.

## Сюжет
Спайк подорожує світом як матрос шхуни. У нього є невеликий щоденник, повний адрес дівчат, але скрізь, куди він їде, він з'ясовує, що хтось був там перед ним, залишаючи у кожної дівчини тату в формі серця з якорем.

## У ролях
- Віктор МакЛаглен — Спайк Медден
- Роберт Армстронг — Саламі
- Луїза Брукс — Марі
- Марія Альба — Чікіта